# Ришард Тарасевич

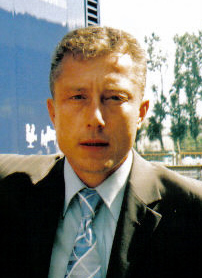
Ришард Тарасевич у 2007 році

Ришард Єжи Тарасевич (пол. Ryszard Jerzy Tarasiewicz; нар. 27 квітня 1962, Вроцлав, Польща) — польський футболіст та тренер, виступав на позиції центрального захисника. Зараз — головний тренер клубу «Арка» з Гдині.

## Клубна кар'єра
Вихованець «Шльонська». Разом з командою виграв кубок і Суперкубок Польщі. У формі вроцлавській команди зіграв 336 офіційних матчів (з яких 214 — у чемпіонаті). Маючи 65 голів на рахунку, він є третім бомбардиром в історії «Шльонська» після Тадеуша Павловського та Януша Сібіса. Його сильною стороною були штрафні удари, за своєрідну траєкторію воротарі називали його удар «падаючий дубовий лист».
Протягом кар'єри також виступав у швейцарських командах «Ксамакс» та «Етуаль» (Каруж), а також французьких — «Нансі», «Ланс» та «Расінг» (Безансон).

## Кар'єра в збірній
Дебютував у футболці національної збірної Польщі разом з Яном Карасем 29 серпня 1984 року в поєдинку проти Норвегії (1:1). У цьому ж поєдинку відзначився єдиним голом у складі поляків, цей м'яч для Ришарда став дебютним за національну команду. У збірній зіграв 58 матчів і забив дев'ять голів. Брав участь у чемпіонаті світу 1986 року в Мексиці. Він зіграв лише один матч, в якому його команда програла з рахунком 0:4 Бразилії. У тому матчі Тарасевич міг відкрити рахунок, але влучив у штангу. Потім після його фолу на Кареці був призначений штрафний, з якого бразильці відзначилися першим голом у матчі.

### Голи за збірну
| Голи за збірну Польщі | Голи за збірну Польщі | Голи за збірну Польщі | Голи за збірну Польщі   | Голи за збірну Польщі | Голи за збірну Польщі | Голи за збірну Польщі | Голи за збірну Польщі |
| #                     | Дата                  | Місце                 | Матч                    | Голи(и)               | Рахунок               | Результат             | Змагання              |
| --------------------- | --------------------- | --------------------- | ----------------------- | --------------------- | --------------------- | --------------------- | --------------------- |
| 1                     | 29/08/1984            | Драммен               | Норвегія — Польща       | 48'                   | 0 — 1                 | 1 — 1                 | Товариський матч      |
| 2                     | 07/10/1986            | Бидгощ                | Польща — Північна Корея | 30'                   | 1 — 0                 | 2 — 2                 | Товариський матч      |
| 3                     | 23/09/1987            | Варшава               | Польща — Угорщина       | 58'                   | 2 — 1                 | 3 — 2                 | Кваліфікація ЧЄ       |
| 4                     | 27/10/1987            | Братислава            | Чехословаччина — Польща | 61'                   | 2 — 1                 | 3 — 1                 | Товариський матч      |
| 5                     | 15/07/1988            | Торонто               | Канада — Польща         | 63'                   | 0 — 2                 | 1 — 2                 | Товариський матч      |
| 6                     | 12/04/1989            | Варшава               | Польща — Румунія        | 58'                   | 2 — 1                 | 2 — 1                 | Товариський матч      |
| 7                     | 15/07/1989            | Стокгольм             | Швеція — Польща         | 87'                   | 1 — 1                 | 2 — 1                 | Кваліфікація ЧС       |
| 8                     | 15/11/1989            | Тирана                | Албанія — Польща        | 45'                   | 0 — 1                 | 1 — 2                 | Кваліфікація ЧС       |
| 9                     | 17/04/1991            | Варшава               | Польща — Туреччина      | 74'                   | 1 — 0                 | 3 — 0                 | Кваліфікація ЧЄ       |

## Кар'єра тренера
У 2004 році повернувся до Польщі і, незважаючи на відсутність тренерського досвіду, очолив «Шльонськ». Під його керівництвом команда з Вроцлава завоювала підвищення до другого дивізіону. Після закінчення сезону 2005/06 років Тарасевич в результаті конфлікту з тодішнім власником клубу Едвардом Птаком пішов з поста і висловив готовність стати селекціонером молодіжної збірної Польщі.
У сезоні 2006/07 років керував «Ягеллонією» з другого дивізіону, звідки пішов у середині весни.
19 червня 2007 року знову став тренером «Шльонська» (контракт був підписаний 4 липня і розрахований на два сезони). У сезоні 2007/08 років вивів клуб у вищу лігу, ставши першим тренером в історії «Шльонська», який двічі допомагав команді підвищитися в класі.
Будучи тренером «Шльонська» і в наступному сезоні, він посів шосте місце з командою в Екстракласі і виграв Кубок Екстракласи, який став першим клубним досягненням після 22-річної перерви з моменту перемоги в Суперкубку Польщі 1987 року, який Тарасевич завоював як гравець.
7 листопада 2011 року став тренером «Лодзі», зайнявши цю посаду після відходу Міхала Пробержа. Він підписав контракт до кінця сезону 2011/12 років. У січні 2012 року розірвав контракт з «Лодзєм» через погану організацію в клубі.
10 квітня 2012 роки став тренером «Погоні» (Щецин), з якою виграв підвищення в Екстраклясу. Співпрацю з клубом припинив 6 червня 2012 року.
27 квітня 2013 року Тарасевич підписав контракт з «Завішою». Він змінив тренера Юрія Шаталова і відразу ж перервав серію з чотирьох матчів без перемоги. Наприкінці сезону виграв Першу лігу з «Завішою» і підвищився до Екстракласи. 2 травня 2014 року привів «Завішу» до перемоги в кубку Польщі, в фіналі команда обіграла «Заглембє» (Л) в серії пенальті (6:5). Матч відбувся на Національному стадіоні у Варшаві. У 2014 році вирішив не продовжувати контракт з «Завішою».
17 червня 2014 року був призначений тренером «Корони». Він підписав річний контракт з клубом із Кельців, пропрацювавши до 10 червня 2015 року. 24 серпня Тарасевич очолив «Медзь». 5 червня 2017 року клуб оголосив про припинення співпраці з ним. З 11 жовтня 2017 року тренує «Тихи».

## Досягнення

### Як гравця
«Шльонськ»
- Кубок Польщі
  -  Володар (1): 1986/87

- Суперкубок Польщі
  -  Володар (1): 1987

### Як тренера
«Шльонськ»
- Кубок польської ліги
  -  Володар (1): 2008/09

«Завіша»
- Кубок Польщі
  -  Володар (1): 2013/14

- Польська футбольна перша ліга
  -  Чемпіон (1): 2012/13